# William Russell (1639-1683)
William Russell, Lord Russell (29 settembre 1639 – Londra, 21 luglio 1683), è stato un politico inglese.

## Biografia
Era il terzo figlio di William Russell, I duca di Bedford, e di sua moglie Lady Anne Carr. Suo nonno materno era Robert Carr, I conte di Somerset. Dopo la morte di suo fratello maggiore Francis (1638-1679), fu conosciuto con il titolo di Lord Russell. Studiò all'Università di Cambridge. Nel 1660, quando Carlo II salì al trono, Russell fu eletto deputato al Parlamento per la città di Tavistock. Nel 1663 e 1664 fu coinvolto in due duelli, e venne ferito nel secondo.

## Matrimonio
Nel 1669, all'età di 30 anni, sposò Rachel Wriothesley (1636-1723), seconda figlia di Thomas Wriothesley, IV conte di Southampton, e vedova di Lord Vaughan (1639-1667), primogenito di Richard Vaughan, II conte di Carbery.
La coppia ebbe tre figli:
- Rachel Russell (gennaio 1674 - 28 dicembre 1725), sposò William Cavendish, II duca di Devonshire, da cui ebbe cinque figli.
- Catherine Russell (23 agosto 1676 - 30 ottobre 1711), sposò John Manners, II duca di Rutland, da cui ebbe nove figli.
- Wriothesley Russell, II duca di Bedford (1º novembre 1680 - 26 maggio 1711), sposò Elizabeth Howland, dalla quale ebbe sei figli.

## Dibattito sull’esclusione
Il 4 novembre 1678, Russell presentò una lettera al re allo scopo di allontanare il duca di York dalla sua persona e dal consiglio, oltre che per escluderlo dalla linea di successione. Alle elezioni che ne seguirono, Russell fu nuovamente eletto dal Parlamento, questa volta in qualità di rappresentante di Bedfordshire, così come per Hampshire. Nell'aprile 1679 Russell divenne un membro del nuovo Ministero del Consiglio Privato. Solo sei giorni dopo, Russell assunse l’iniziativa di costituire una commissione, allo scopo redigere un disegno di legge per garantire la religione e la proprietà in caso di un successore papista
Nel gennaio del 1680, Russell, insieme a Cavendish, Capell, Powle e Essex, rassegnò le dimissioni al re, ricevute dal sovrano "con tutto il cuore”.

## Il complotto di Rye House
Nel mese di ottobre 1682, egli con Monmouth e Essex, partecipò a una riunione, la quale fu interpretata dai contemporanei come tradimento. A quella riunione incontrarono Richard Rumbold, il proprietario di Rye House, un palazzo fortificato nell’Hertfordshire.
Questa riunione fu l’atto iniziale che portò al complotto di Rye House, un piano per ordire un'imboscata a Carlo II e a suo fratello James vicino a Rye House, sulla via del ritorno a Londra. Tuttavia il complotto fu scoperto e rivelato al governo. A differenza di molti dei suoi co-cospiratori, Russell rifiutò di fuggire nei Paesi Bassi e fu quindi arrestato dalla Corona. Fu trasferito, il 26 giugno 1683, alla Torre di Londra, dove si preparò per la sua morte. Per gli standard dell'epoca, pare che ricevette un giusto processo.
La sua esecuzione, il 21 luglio 1683 a Lincoln's Inn Fields, avvenne per mano del famoso boia Jack Ketch.

## Ascendenza
|                                      |             |                                   | Genitori                           |  |  | Nonni |  |  | Bisnonni                                        |  |  | Trisnonni                            |  |
|                                      |             |                                   |                                    |  |  |       |  |  | William Russell, I barone Russell di Thornhaugh |  |  | Francis Russell, II conte di Bedford |  |
|                                      |             |                                   |                                    |  |  |       |  |  | William Russell, I barone Russell di Thornhaugh |  |  | Francis Russell, II conte di Bedford |  |
|                                      |             | Margaret St. John                 |                                    |  |  |       |  |  | William Russell, I barone Russell di Thornhaugh |  |  |                                      |  |
| Francis Russell, IV conte di Bedford |             |                                   |                                    |  |  |       |  |  | William Russell, I barone Russell di Thornhaugh |  |  |                                      |  |
|                                      |             | Elizabeth Long                    | Henry Long                         |  |  |       |  |  |                                                 |  |  |                                      |  |
|                                      |             | Elizabeth Long                    | Henry Long                         |  |  |       |  |  |                                                 |  |  |                                      |  |
|                                      |             | Elizabeth Long                    | Dorothy Clark                      |  |  |       |  |  |                                                 |  |  |                                      |  |
| William Russell, I duca di Bedford   |             | Elizabeth Long                    |                                    |  |  |       |  |  |                                                 |  |  |                                      |  |
|                                      |             | Giles Brydges, III barone Chandos | Edmund Brydges, II barone Chandos  |  |  |       |  |  |                                                 |  |  |                                      |  |
|                                      |             | Giles Brydges, III barone Chandos | Edmund Brydges, II barone Chandos  |  |  |       |  |  |                                                 |  |  |                                      |  |
|                                      |             | Giles Brydges, III barone Chandos | Dorothy Bray                       |  |  |       |  |  |                                                 |  |  |                                      |  |
| Catharine Brydges                    |             | Giles Brydges, III barone Chandos |                                    |  |  |       |  |  |                                                 |  |  |                                      |  |
|                                      |             | Frances Clinton                   | Edward Clinton, I conte di Lincoln |  |  |       |  |  |                                                 |  |  |                                      |  |
|                                      |             | Frances Clinton                   | Edward Clinton, I conte di Lincoln |  |  |       |  |  |                                                 |  |  |                                      |  |
|                                      |             | Frances Clinton                   | Ursula Stourton                    |  |  |       |  |  |                                                 |  |  |                                      |  |
| William Russell, lord Russell        |             | Frances Clinton                   |                                    |  |  |       |  |  |                                                 |  |  |                                      |  |
|                                      | Thomas Kerr | John Kerr                         |                                    |  |  |       |  |  |                                                 |  |  |                                      |  |
|                                      | Thomas Kerr | John Kerr                         |                                    |  |  |       |  |  |                                                 |  |  |                                      |  |
|                                      | Thomas Kerr | Catherine Kerr                    |                                    |  |  |       |  |  |                                                 |  |  |                                      |  |
| Robert Carr, I conte di Somerset     | Thomas Kerr |                                   |                                    |  |  |       |  |  |                                                 |  |  |                                      |  |
|                                      |             | Jean Scott                        | William Scott                      |  |  |       |  |  |                                                 |  |  |                                      |  |
|                                      |             | Jean Scott                        | William Scott                      |  |  |       |  |  |                                                 |  |  |                                      |  |
|                                      |             | Jean Scott                        | Grizel Bethune                     |  |  |       |  |  |                                                 |  |  |                                      |  |
| Anne Carr                            |             | Jean Scott                        |                                    |  |  |       |  |  |                                                 |  |  |                                      |  |
|                                      |             | Thomas Howard, I conte di Suffolk | Thomas Howard, IV duca di Norfolk  |  |  |       |  |  |                                                 |  |  |                                      |  |
|                                      |             | Thomas Howard, I conte di Suffolk | Thomas Howard, IV duca di Norfolk  |  |  |       |  |  |                                                 |  |  |                                      |  |
|                                      |             | Thomas Howard, I conte di Suffolk | Margaret Audley                    |  |  |       |  |  |                                                 |  |  |                                      |  |
| Frances Howard                       |             | Thomas Howard, I conte di Suffolk |                                    |  |  |       |  |  |                                                 |  |  |                                      |  |
|                                      |             | Katherine Knyvett                 | Henry Knyvett                      |  |  |       |  |  |                                                 |  |  |                                      |  |
|                                      |             | Katherine Knyvett                 | Henry Knyvett                      |  |  |       |  |  |                                                 |  |  |                                      |  |
|                                      |             | Katherine Knyvett                 | Elizabeth Stumpe                   |  |  |       |  |  |                                                 |  |  |                                      |  |
|                                      |             | Katherine Knyvett                 |                                    |  |  |       |  |  |                                                 |  |  |                                      |  |